# Grup funcional

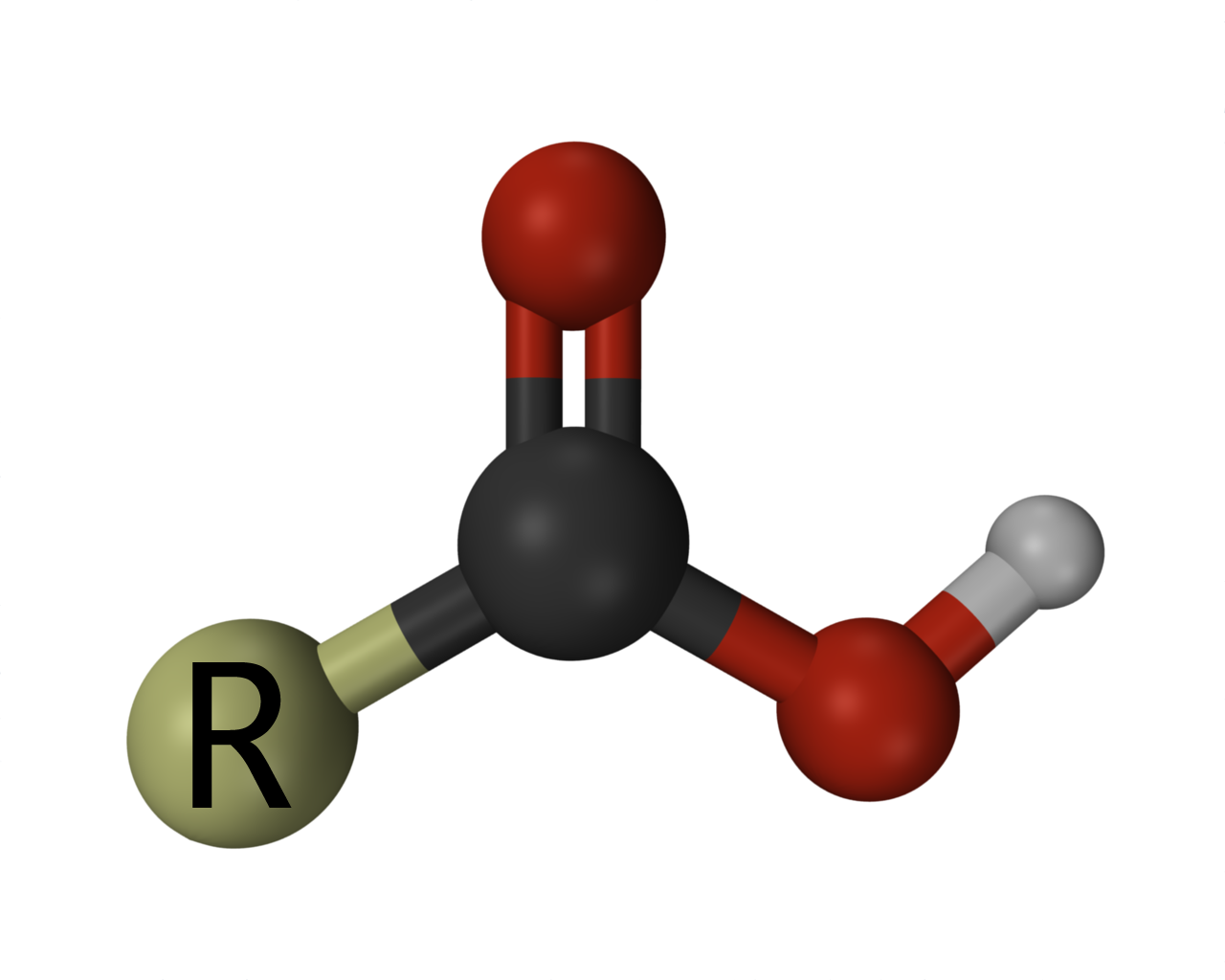
Grup carboxi format per un carboni (negre) enllaçat a dos oxígens (vermell), un amb un enllaç doble i l'altre amb un enllaç simple. Aquest oxigen està enllaçat també a un hidrogen (blanc).

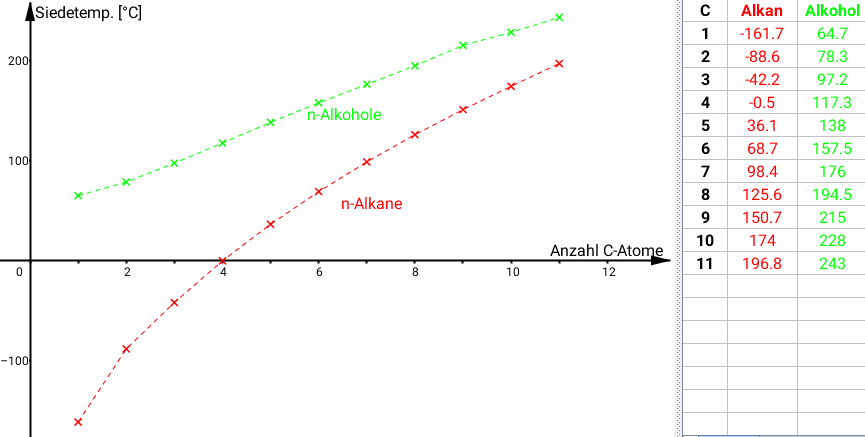
Punt d'ebullició d'alcans i alcohols en funció del nombre de carbonis de la cadena hidrocarbonada.

Un grup funcional, o grup característic, és un àtom, o un grup d'àtoms que confereixen propietats químiques semblants quan són presents en diferents composts orgànics. Defineix les propietats físiques i químiques característiques de les famílies o classes de composts orgànics.
El concepte de grup funcional és fonamental en la sistemàtica orgànica i té un gran paper en la nomenclatura, però no hi ha acord general sobre el seu abast. La Unió Internacional de Química Pura i Aplicada (IUPAC) el defineix com heteroàtom, per exemple {\displaystyle {\ce {-F}}}, {\displaystyle {\ce {-Cl}}} i {\displaystyle {\ce {=O}}}; heteroàtom que conté un o més àtoms d’hidrogen o altres heteroàtoms, com ara {\displaystyle {\ce {-NH2}}}, {\displaystyle {\ce {-OH}}}, {\displaystyle {\ce {-SO3H}}}, {\displaystyle {\ce {-PO3H2}}} i {\displaystyle {\ce {-IO2}}}, o bé grup heteroatòmic unit a un àtom de carboni o que el conté, com ara {\displaystyle {\ce {-CHO}}}, {\displaystyle {\ce {-C\!\!\equiv \!\!N}}}, {\displaystyle {\ce {-COOH}}} i {\displaystyle {\ce {-NCO}}}, unit a un hidrur fonamental.

## Propietats físiques

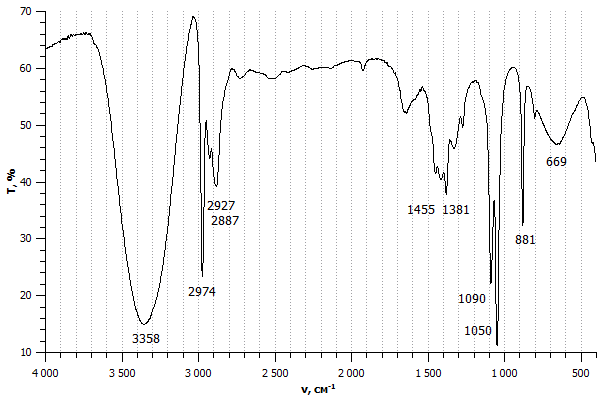
Espectre infraroig de l'etanol on s'observa a l'esquerra una intensa banda d'absorció a 3 358 cm^{–1} típica de tots els alcohols.

Les propietats físiques dels composts orgànics, com ara punts de fusió i ebullició, solubilitat, densitat, bandes en els espectres infraroigs… que presenten el mateix grup funcional són semblants i varien regularment amb el nombre d'àtoms de carboni de la cadena a la qual vagi unit el grup funcional. Per exemple, els punts d'ebullició dels alcohols que presenten el grup funcional hidroxi {\displaystyle {\ce {-OH}}}, des del metanol al pentanol, són 64,7 °C, 78,3 °C, 97,2 °C, 117,7 °C i 138,0 °C. Hom hi observa que tots estan en una mateixa zona de temperatures i una clara tendència a incrementar-se en augmentar el nombre de carbonis. També en la sèrie de les cinc primeres amines primàries, amb el grup funcional amino {\displaystyle {\ce {-NH2}}} els punts de fusió estan a la mateixa zona i presenten una tendència a augmentar, però no tan regular. Els valors són: –94 °C, –84 °C, –83 °C, –51 °C i –55 °C. Un exemple diferent és la intensa banda d'absorció a l'espectre infraroig característica de tots els alcohols i fenols. Aquesta banda apareix entre els nombres d'ona de 3 700 cm–1 i 3 584 cm–1 i és deguda al grup hidroxi {\displaystyle {\ce {-OH}}}.

## Propietats químiques
Els grups funcionals o característics solen ser la part més reactiva de les molècules dels composts orgànics. Una mateixa molècula pot contenir-ne més d’un, i poden ser idèntics o bé diferents. El grup funcional aporta reactivitat a la molècula perquè li introdueix o bé certa polaritat, la qual cosa fa que sigui susceptible d'un atac nucleòfil o electròfil, o bé enllaços més febles. Aquests enllaços poden ser els enllaços entre el carboni de la cadena hidrocarbonada i l'àtom del grup funcional, com l'enllaç σ carboni-oxigen dels alcohols, o bé l'enllaç entre els àtoms que componen el grup funcional, com l'enllaç π d'un grup carbonil {\displaystyle {\ce {C=O}}}), en tenir energies d'enllaç més baixes que la dels enllaços carboni-carboni i carboni-hidrogen de la cadena hidrocarbonada.
Les propietats químiques de tots els composts orgànics amb un mateix grup funcional (famílies o classes de composts) són semblants, només hi ha petites variacions segons la cadena de carbonis a la qual està enllaçat el grup funcional. La presència d'altres grups funcionals fa que les propietats químiques presentin més diferències. Per exemple, les amines són bases de Brønsted, i presenten uns valors de la constant d'equilibri Kb molt semblants: Kb(metanamina) = 4,4 × 10–4, Kb(etanamina) = 5,6 × 10–4, Kb(propan-1-amina) = 4,7 × 10–4, Kb(butan-1-amina) = 4,1 × 10–4. Un altre exemple és l'esterificació de Fischer, una reacció que té lloc entre alcohols i àcids carboxílics per donar un èster, independentment de les cadenes de carbonis de cadascun dels reactius:

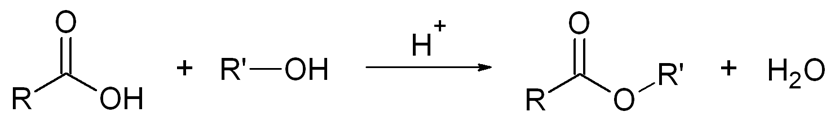
Esterificació de Fischer.

## Grups funcionals més comuns
Els grups funcionals més comuns, per ordre decreixent de prioritat a l’hora de seleccionar-los i anomenar-los com a grup característic principal en el nom d'un compost orgànic, són:
| Grup funcional                                  | Classe de compost | Fórmula del compost | Fórmula desenvolupada | Prefix                  | Sufix                                                     |
| ----------------------------------------------- | ----------------- | ------------------- | --------------------- | ----------------------- | --------------------------------------------------------- |
| Grup carboxi                                    | Àcid carboxílic   | R-COOH              | Àcid carboxílic       | carboxi-                | -ic                                                       |
| Grup acil                                       | Anhídrid d'àcid   | (RCO)₂O             |                       | Anhídrid -ic            | _                                                         |
| Grup alcoxicarbonil o ariloxicarbonil Grup acil | Èster             | R-COO-R'            | Èster                 | -iloxicarbonil- (-COOR) | Segons l'alcohol i àcid de procedència: alquilat d'alquil |
| Grup acil                                       | Halur d'àcid      | -COX                | Halur d'àcid          | Haloformil-             | Halur de -oil                                             |
| Grup acil                                       | Amida             | R-C(=O)N(-H)-R'     | Amida                 | amido-                  | Segons l'amina i àcid de procedència: alquil alcanamida   |
| Grup nitril                                     | Nitril o cianur   | R-CN                | Nitril                | ciano-                  | alquilnitril                                              |
| Grup carbonil                                   | Aldehid           | R-C(=O)H            | Aldehid               | oxo-                    | -al                                                       |
| Grup carbonil                                   | Cetona            | R-C(=O)-R'          | Cetona                | oxo-                    | -ona                                                      |
| Grup hidroxi                                    | Alcohol           | R-OH                | Hidroxil              | hidroxi-                | -ol                                                       |
| Grup amino                                      | Amina             | NR₃                 | Amina terciària       | amino-                  | -amina                                                    |
| _                                               | Hidrazina         | R₂N-NR₂             |                       | _                       | _                                                         |
| Grup alcoxi o ariloxi                           | Èter              | R-O-R'              | Èter                  | alquiloxi o ariloxi     | Segons l'alcohol de procedència: alquil alquil èter       |

## Altres grups funcionals amb nitrogen
Altres grups funcionals que contenen àtoms de nitrogen són:
| Grup funcional | Classe de compost | Fórmula    | Fórmula desenvolupada | Prefix                                        | Sufix                       |
| -------------- | ----------------- | ---------- | --------------------- | --------------------------------------------- | --------------------------- |
| Grup imino     | Imina             | RR″C=NR′   |                       |                                               | -imina                      |
| Grup isocianur | Isocianur         | R-NC       |                       | isociano-                                     | alquilisonitril             |
| _              | Hidroxilamina     | -NOH       |                       | hidroxiamino-, alcoxiamino- o (ariloxi)amino- | _                           |
| Grup azo       | Compost azo       | R-N=N-R'   | Grup azo              | _                                             | _                           |
| Grup diazo     | Compost diazo     | R=N+=N-    |                       | diazo-                                        | _                           |
| _              | Sal de diazoni    | -N+≡N      |                       | _                                             | -diazoni                    |
| Grup nitro     | Nitro             | R-NO₂      | Nitro                 | nitro-                                        | _                           |
| Grup isocianat | Isocianat         | R-NCO      | Isocianat             | isocianato-                                   | alquilisocianat             |
| _              | Azida             | -N=N+=N-   | Azida                 | azido-                                        | _                           |
| Grup imido     | Imida             | –CO–NH–CO– |                       |                                               | ‑imida» o ‑dicarboximida    |
|                | Hidrazida         | -OC-NH-NH  |                       |                                               | ‑ohidrazida ‑carbohidrazida |

## Amb grups funcionals amb sofre
Altres grups funcionals que contenen àtoms de sofre:
| Grup funcional    | Classe de compost | Fórmula  | Fórmula desenvolupada | Prefix         | Sufix              |
| ----------------- | ----------------- | -------- | --------------------- | -------------- | ------------------ |
| _                 | Tioèter o sulfur  | R-S-R'   | Sulfur                |                | _                  |
| _                 | Tiol              | R-SH     | Tiol                  |                | _                  |
| _                 | Sulfòxid          | R-SO-R'  | Sulfòxid              |                | _                  |
| _                 | Sulfona           | R-SO₂-R' | Sulfona               |                | _                  |
| _                 | Àcid sulfònic     | RSO₃H    | Àcid sulfònic         |                | _                  |
| Grup isotiocianat | Isotiocianat      | R-NCS    | Isotiocianat          | isotiocianato- | alquilisotiocianat |

## Altres grups funcionals
| Terme        | Fórmula       | Fórmula desenvolupada             | Prefix | Sufix |
| ------------ | ------------- | --------------------------------- | ------ | ----- |
| Fosfodièster | R-OP(=O)₂O-R' | _                                 | _      | _     |
| Piridil      | R-C₅H₄N       | 4-piridil · 3-piridil · 2-piridil | _      | _     |

## Ordre de prioritat[2]
| Núm. | Compost |
| ---- | --- |
| 1    | Àcids (per aquest ordre: COOH, C(O)O2 H; llurs tio- i selenoderivats; àcids sulfònics, sulfínics, selenònics, etc.; fosfònics, arsònics, etc.). |
| 2    | Anhídrids. |
| 3    | Èsters. |
| 4    | Halogenurs d’àcid. |
| 5    | Amides. |
| 6    | Hidrazides. |
| 7    | Imides. |
| 8    | Nitrils. |
| 9    | Aldehids, seguits per tioaldehids, selenoaldehids i tel·luroaldehids.                                                                           |
| 10   | Cetones, seguides per tiocetones, selenocetones i tel·lurocetones.                                                                              |
| 11   | Alcohols i fenols, seguits per tiols, selenols i tel·lurols.                                                                                    |
| 12   | Hidroperòxids, seguits per tiohidroperòxids, selenohidroperòxids i tel·lurohidroperòxids.                                                       |
| 13   | Amines. |
| 14   | Imines. |
| 15   | Hidrazines, fosfans, etcètera. |
| 16   | Èters, seguits per sulfurs, selenurs i tel·lururs.                                                                                              |
| 17   | Peròxids, seguits per disulfurs, diselenurs i ditel·lururs.                                                                                     |